# Czesław Zapart
Czesław Zapart (ur. 14 lipca 1919 w Zgierzu, zm. 1985) – polski laborant i działacz komunistyczny, poseł na Sejm PRL V i VI kadencji. Budowniczy Polski Ludowej.

## Życiorys
Uzyskał wykształcenie średnie niepełne. W latach 1935–1945 był laborantem w Zakładach Przemysłu Barwników „Boruta” w Zgierzu. W 1945 wstąpił do Polskiej Partii Robotniczej. We wrześniu tego samego roku ukończył w stopniu podporucznika Centralną Szkołę Oficerów Polityczno-Wychowawczych, po czym skierowano go do 11 Pułku Piechoty Wojska Polskiego. Był tam zastępcą dowódcy kompanii, a następnie dowódcą kompanii CKM. W 1947 przeszedł do rezerwy i ponownie podjął pracę w „Borucie”, gdzie został mistrzem oddziału produkcyjnego, a w 1948 nadmistrzem. W 1948 wraz z PPR przystąpił do Polskiej Zjednoczonej Partii Robotniczej. Zasiadał w egzekutywie przy plenum jej Komitetu Zakładowego w „Borucie”, a potem w plenum Komitetu Miejskiego partii w Zgierzu. W 1968 został w „Borucie” kierownikiem zmiany wydziału. W 1969 i 1972 uzyskiwał mandat posła na Sejm PRL w okręgu Pabianice. Przez dwie kadencje zasiadał w Komisji Handlu Zagranicznego. Ponadto w trakcie VI kadencji zasiadał w Komisji Górnictwa, Energetyki i Chemii.
Pochowany na cmentarzu parafialnym w Zgierzu.

## Odznaczenia
- Order Budowniczych Polski Ludowej (1974)[2]
- Order Sztandaru Pracy II klasy
- Złoty Krzyż Zasługi
- Srebrny Krzyż Zasługi
- Medal 10-lecia Polski Ludowej